# Partido de los Librepensadores
El Partido de los Librepensadores (en griego: Κόμμα των Ελευθεροφρόνων) fue un partido nacionalista y monárquico griego fundado y dirigido por Ioannis Metaxás, primer ministro y dictador de Grecia de 1936 a 1941. Fue fundado formalmente en noviembre de 1922 después de la adopción del manifiesto del partido que se dio a conocer el 13 de octubre de 1922 en el diario Nea Imera.
Participó por primera vez en las elecciones legislativas de 1926, obteniendo un 15,8% de los votos y pasando a formar parte del gobierno de unidad nacional de Aléxandros Zaimis. En elecciones posteriores su apoyo decayó, convirtiéndose en un partido marginal.
Metaxás hizo disolver el partido y todos los demás partidos tras el establecimiento del Régimen del 4 de agosto, en el que gobernó como independiente.